# Singapurische Badmintonmeisterschaft 2007/08
Die Singapurische Badmintonmeisterschaft 2007/08 fand vom 26. August bis zum 1. September 2007 statt. 

## Medaillengewinner
| Disziplin    | Gold                                   | Silber                                | Bronze                               |
| ------------ | -------------------------------------- | ------------------------------------- | ------------------------------------ |
| Herreneinzel | Ronald Susilo                          | Lee Yen Hui Kendrick                  | Aaron Tan Wei Kiat                   |
| Herreneinzel | Ronald Susilo                          | Lee Yen Hui Kendrick                  | Chew Swee Hau                        |
| Dameneinzel  | Xing Aiying                            | Li Li                                 | Gu Juan                              |
| Dameneinzel  | Xing Aiying                            | Li Li                                 | Fu Mingtian                          |
| Herrendoppel | Hendra Wijaya Hendri Kurniawan Saputra | Kenny Quek Chuon Loong Khoo Kian Teck | Kelvin Ho Ying Chong Thng Boon Seong |
| Herrendoppel | Hendra Wijaya Hendri Kurniawan Saputra | Kenny Quek Chuon Loong Khoo Kian Teck | Tong Dee Toh Hung Tiong Sin          |
| Damendoppel  | Yao Lei Liu Fan Frances                | Shinta Mulia Sari Vanessa Neo Yu Yan  | Li Yujia Jiang Yanmei                |
| Damendoppel  | Yao Lei Liu Fan Frances                | Shinta Mulia Sari Vanessa Neo Yu Yan  | Gu Juan Zhang Beiwen                 |
| Mixed        | Hendri Kurniawan Saputra Li Yujia      | Boon Seong Thng Shinta Mulia Sari     | Khoo Kian Teck Liu Fan Frances       |
| Mixed        | Hendri Kurniawan Saputra Li Yujia      | Boon Seong Thng Shinta Mulia Sari     | Terry Yeo Zhao Jiang Yao Lei         |